# 뉴 웨이브 (음악)
뉴 웨이브(new wave music, new wave)는 펑크 운동을 통해 대중음악 환경이 크게 달라진 영국에서, 포스트 펑크와 크라프트베르크와 같은 전자 음악 등 다양한 장르의 영향으로 성립한 록의 한 장르이다. 1970년대 후반부터 1980년대 초반에 걸쳐 세계적으로 유행했다. 1980년대 중반에는 상업화가 진행되고, 뉴 로맨티시즘으로 많은 밴드가 미국으로 진출해, 이를 제2차 브리티시 인베이전이라고도 했다.
1976년 11월 영국의 잡지 《멜로디 메이커》가 "펑크와 일치하지 않으나 관계는 있고, 동일한 음악 배경을 공유한 밴드의 음악"을 가리킨 맬컴 멕라렌(Malcolm McLaren)의 말을 인용했다.